# The Crusaders
The Crusaders někdy též The Jazz Crusaders je americká jazzová skupina, existující od roku 1952. Na albu Rural Renewal z roku 2003 se podíleli například i Eric Clapton a Ray Parker, Jr.

## Diskografie
The Jazz Crusaders:
- 1961 – Freedom Sound
- 1962 – Lookin' Ahead
- 1962 – The Jazz Crusaders at the Lightouse
- 1963 – Tough Talk
- 1964 – Heat Wave
- 1964 – Stretchin' Out
- 1965 – Chile con Soul
- 1965 – The Thing
- 1966 – Live at the Lighthouse '66
- 1966 – The Festival Album
- 1967 – Uh Huh
- 1968 – Lighthouse '68
- 1969 – Powerhouse
- 1969 – Lighthouse '69
- 1970 – Give Peace a Chance
- 1970 – Old Socks, New Shoes
- 1995 – Happy Again
- 1996 – Louisiana Hot Sauce
- 2003 – Soul Axes
- 2005 – The Pacific Jazz Quintet Studio Sessions

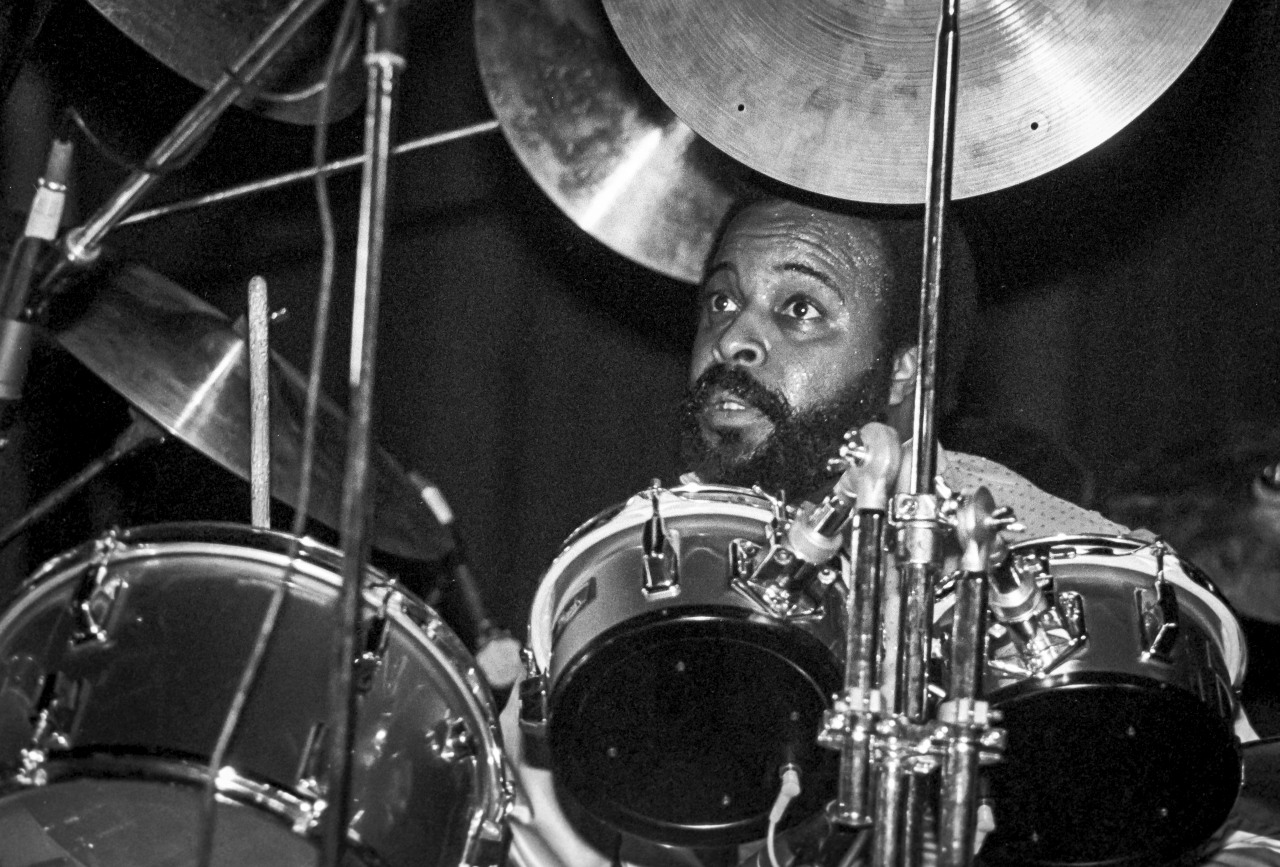
Stix Hooper (1980).

- 2006 – Alive in South Africa
- 2006 – At the Lighthouse

The Crusaders:
- 1971 – Pass the Plate
- 1971 – 1
- 1972 – The 2nd Crusade
- 1973 – Unsung Heroes
- 1973 – Hollywood
- 1974 – Scratch
- 1974 – Southern Comfort
- 1975 – Chain Reaction
- 1976 – Those Southern Knights
- 1977 – Free as the Wind
- 1978 – Images
- 1979 – Street Life
- 1980 – Rhapsody and Blues
- 1980 – Standing Tall
- 1982 – Royal Jam
- 1984 – Ghetto Blaster
- 1986 – The Good and the Bad Times
- 1987 – The Vocal Album
- 1988 – Life in the Modern World
- 1991 – Healing the Wounds
- 2000 – The Crusaders'Finest Hour
- 2003 – Rural Renewal
- 2003 – Groove Crusade